# Banska vlada
Banska vlada (njem. Banal Regierung) je organ izvršne vlasti na teritoriju Kraljevine Hrvatske, Slavonije i Dalmacije. Formirana 1. srpnja 1850. godine, preuzevši funkcije i ovlasti Banskog vijeća. Bila je podređena austrijskoj vladi u Beču. U nadležnosti Banske vlade bili su poslovi koje joj je povjerilo pojedino ministarstvo austrijske vlade. Banska vlada djelovala je do 1854. godine kada je zamijenjena Carskim i kraljevskim namjesništvom.

## Povijest
Nakon ukidanja Banskog vijeća, bečko Ministarstvo unutarnjih poslova osnovalo je 12. travnja 1850. novu vladu kao političko-upravnu ustanovu za Hrvatsku. Banska vlada je proglašavala naredbe austrijskih središnjih organa i nije imala samostalnost u djelovanju. S radom prestaje 29. travnja 1854. godine.

## Ustroj Banske vlade
Na čelu Banske vlade nalazio se ban, kojeg je zamjenjivao podban. Vladu su činili i dva banska vijećnika, tri banska koncipista, otpravnik i prevoditelj. Ban je sam rješavao povjerljive predmete koji su se odlagali u dvije skupine: rezervatni spisi i redarstveni spisi. Ostale predmete rješavao je banski povjerenik i vijećnici sa službenicima. Školsku oblast činili školski su savjetnik, perovođa i perovođin pomoćnik.